# Saoula
Saoula è un comune dell'Algeria, situato nella provincia di Algeri.